# Taira no Kiyomori
Taira no Kiyomori (平 清盛 (Bình Thanh Thịnh) 1118–1181) là một vị tướng vào cuối thời Heian của Nhật Bản. Ông thiết lập nên chính quyền hành chính do samurai thống trị đầu tiên trong lịch sử Nhật Bản.

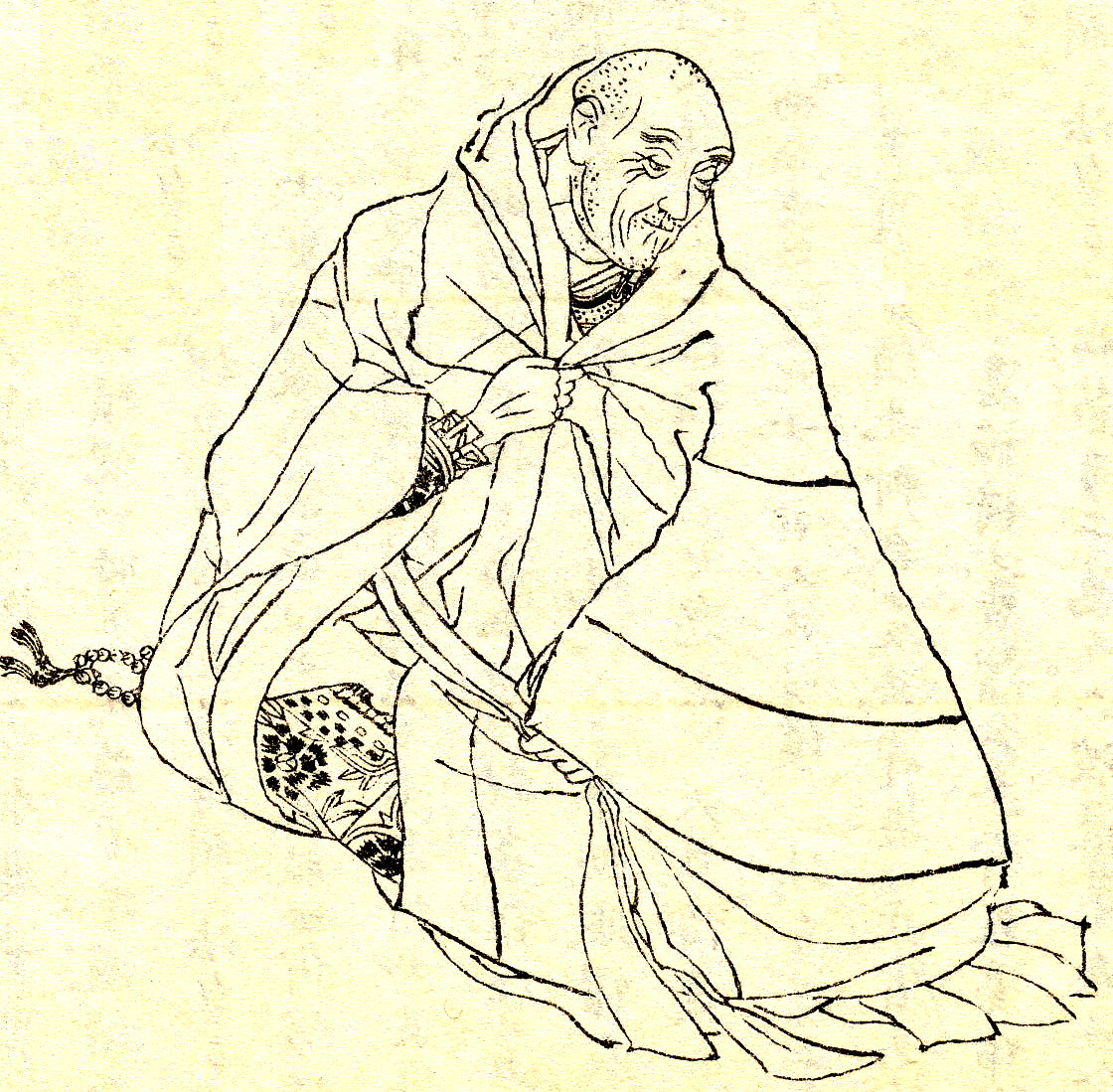

Sau cái chết của cha ông là Taira no Tadamori năm 1153, Kiyomori nắm lấy quyền kiểm soát gia tộc Taira và tiến vào lĩnh vực chính trị một cách đầy tham vọng, khi mà trước đó ông mới giữ một vị trí thứ yếu. Năm 1156, ông và Minamoto no Yoshitomo, tộc trưởng gia tộc Minamoto, dẹp loạn Hōgen. Điều này khiến Taira và Minamoto trở thành hai gia tộc chiến binh hàng đầu ở Heian. Tuy vậy, sức mạnh mới của họ thực tế khiến các đồng minh trở thành những kẻ tử thù mà đỉnh cao là loạn Heiji 3 năm sau đó (năm 1159). Trong loạn này Kiyomori chiến thắng, giết được Yoshitomo và hai con trai lớn của ông ta, trở thành người tộc trưởng của gia tộc chiến binh hùng mạnh duy nhất ở Heian. Tuy vậy, cần phải chý ý rằng quyền lực và ảnh hưởng của gia tộc ông khi ấy ở các tỉnh là một điều không chắc chắn, Kiyomori thể hiện lòng khoan dung không giết mà lưu đày vài người con của Yoshitomo, bao gồm Yoritomo, Noriyori, và Yoshitsune, những nhân vật "mầm mống hậu họa" sẽ khiến gia tộc Taira sụp đổ sau này.
Với vị trí tộc trưởng của gia tộc chiến binh/quan lại duy nhất, Kiyomori giữ vị trí độc tôn thao túng mối hận thù trong triều giữa Thượng hoàng Go-Shirakawa và con trai mình, Thiên hoàng Nijo. Qua sự thao túng này, Kiyomori có thể leo lên các vị trí chủ chốt trong triều, mặc dù phần lớn việc phong chức hay thành công của gia đình trong việc có được các tước hiệu và chức vụ là nhờ sự giúp đỡ của Thượng hoàng Go-Shirakawa. Điều này lên đến đỉnh cao vào năm 1167, khi Kiyomori trở thành vị quan đầu tiên từ một gia tộc chiến binh được bổ nhiệm làm Daijō Daijin, Thái Chính Đại Thần, và thực tế là người quản lý mọi chuyện triều chính. Theo quy tắc, ông sớm từ bỏ vị trí lãnh đạo nhà Taira, với mục đích duy trì uy tín chính trị và xã hội của việc giành được chức quan cao nhất nước, nhưng vẫn không cần phải góp mặt. Điều này trở thành một thông lệ trong rất nhiều năm trên những tầng nấc cao nhất của chính quyền Nhật Bản và làm như vậy, Kiyomori xác nhận vị trí mà ông cho là quyền lực nhất trong triều đình Kyoto. Nên chú ý rằng nhiều vị quan từ các gia đình truyền thống (các gia đình quý tộc không phải chiến binh) không hài lòng với việc Kiyomori được giành được chức Daijo-daijin và cách ông xử sự với các đại quan khác trong triều.
Năm 1171, Kiyomori sắp xếp một cuộc hôn nhân giữa Thiên hoàng Takakura và con gái mình Taira no Tokuko. Con trai đầu tiên của họ, Hoàng từ Tokihito được sinh ra năm 1178. Năm sau đó, năm 1179, Kiyomori tiến hành đảo chính quân sự buộc các kẻ thù của mình phải rời khỏi mọi vị trí trong triều và sau đó lưu đày họ. Ông sau đó lấp vào các vị trí trống bằng các đồng minh và họ hàng của mình, tống giam Pháp hoàng Go-Shirakawa. Cuối cùng, năm 1180 Kiyomori ép Thiên hoàng Takakura từ ngôi và trao ngôi báu cho Hoàng từ Tokuhito, trở thành Thiên hoàng Antoku.

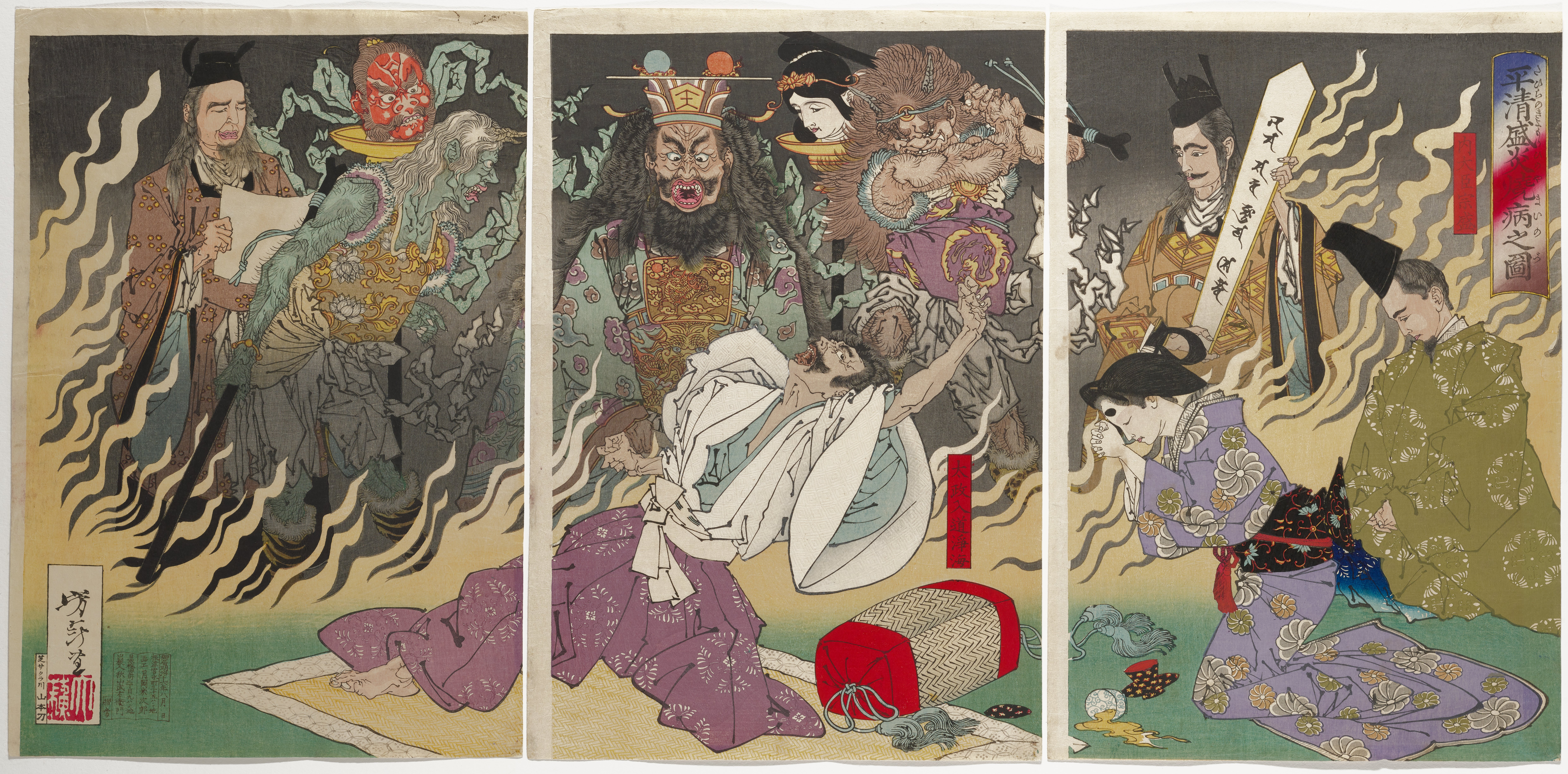
Trong khi chịu đựng bệnh tật, Taira no Kiyomori phải đối mặt với hình ảnh địa ngục và bóng ma những nạn nhân của ông, tranh năm năm 1883 của Yoshitoshi.

Với sự sử dụng quyền lực và sự giàu có và thế độc quyền chính trị mới của Kiyomori, rất nhiều đồng minh của ông, phần lớn là samurai tại các tỉnh,và thậm chí thành viên của chính gia tộc mình quay lưng lại với ông. Hoàng tử Mochihito, người anh em của Thiên hoàng Takakura, kêu gọi kẻ thù cũ của Kiyomori là gia tộc Minamoto nổi dậy chống lại nhà Taira, mở đầu Chiến tranh Genpei vào giữa thập kỷ 1180. Kiyomori chết đầu năm sau vì ốm, để lại người con Munemori chịu trách nhiệm về sự sụp đổ và tiêu vong của nhà Taira về tay nhà Minamoto năm 1185. Huyền thoại kể rằng, lúc sắp lâm chung, nhiệt độ thân thể của Kiyomori cao đến mức bất kỳ ai cố đến gần ông đều bị đốt cháy vì nhiệt và xác chết của ông phải để làm mát vài giờ rồi mới chuyển đi được.
Taira no Kiyomori cũng là nhân vật chính trong thiên anh hùng ca thời kỳ Kamakura, Truyện kể Heike.
Trong video game, Kiyomori xuất hiện trong Warriors Orochi: Rebirth of the Demon Lord hỗ trợ quân đội Orochi, sử dụng chuỗi tràng hạt làm vũ khí.
Kiyomori cũng được miêu tả nổi bật như là một kẻ ác đáng mến trong seri truyện Phượng hoàng lửa (manga) của Osamu Tezuka trong nửa đầu tập 9, Thời hỗn loạn, một sử thi khác về chiến tranh Genpei. Giống như phần lớn những kẻ ác khác trong truyện, ông khao khát có được con chim huyền thoại và dòng máu ban cho sự bất từ của nó, vì khát vọng tiếp tục dẫn dắt và bảo vệ gia tộc Taira và thiếu niềm tin vào người kế nghiệp, nhưng cuối cùng bị lừa mua phải một con chim công.